# Ludwig Bemelmans
Ludwig Bemelmans (Merano, 27 aprile 1898 – New York, 1º ottobre 1962) è stato uno scrittore e pittore tedesco-americano.
È conosciuto soprattutto per la serie di libri per ragazzi "Madeline".

## Biografia
Bemelmans nacque a Merano (allora parte dell'impero austro-ungarico) nel 1898 da padre belga e madre tedesca. La sua lingua madre era il francese e la seconda il tedesco.
Nel 1904, suo padre lasciò la famiglia e la madre si trasferì a Ratisbona, sua città natale, dove Bemelmans ebbe difficoltà a scuola e male si adattò alla disciplina tedesca.
Più tardi Ludwig Bemelmans emigrò negli Stati Uniti dove dapprima lavorò in alberghi e ristoranti. Nel 1917 si arruolò nelle forze armate statunitensi e divenne un ufficiale. Nel 1918 divenne cittadino americano.
Il primo libro Madeline fu pubblicato nel 1939.
Nel 1953 acquistò il bistrot parigino La Colombe, dove dipinse alcuni murales.
Bemelmans morì nel 1962 a New York e fu seppellito nel Cimitero nazionale di Arlington in Virginia, Stati Uniti.

## Libri Madeline
Ogni storia comincia: "In una vecchia casa di Parigi, coperta di vigne, vivevano dodici bambine in fila per due... la più piccola era Madeline."
Bemelmans pubblicò sei storie in vita, e una settima fu scoperta e pubblicata in seguito:
1. Madeline, 1939: Madeline si opera di appendicite.
2. Madeline's Rescue, 1953: Madeline viene salvata da un cane. Vincitore della Medaglia Caldecott del 1954.
3. Madeline and the Bad Hat, 1956: Il "Bad Hat" ("Cappello Cattivo") è Pepito, il figlio dell'ambasciatore spagnolo.
4. Madeline and the Gypsies, 1959: Madeline e Pepito hanno un'avventura con un circo di zingari.
5. Madeline in London, 1961: Pepito si trasferisce a Londra, e Madeline gli fa visita.
6. Madeline's Christmas, 1985: Tutti in casa hanno il raffreddore, a parte Madeline. (Inizialmente pubblicato in McCall's nel 1956).
7. Madeline in America and Other Holiday Tales, 1999: Madeline eredita una fortuna dal suo ricco bisnonno americano. Il libro rivela anche il cognome di Madeline, Fogg.

## Altre opere scritte
- 1934: Hansi
- 1936: The Golden Basket
- 1937: My War with the United States
- 1937: The Castle Number Nine
- 1938: Life Class (autobriogafico)
- 1938: Quito Express (libro di viaggio)
- 1939: Madeline
- 1939: Small Beer (basato sulle sue esperienze a Hollywood)
- 1940: Fifi
- 1941: At Your Service
- 1941: Hotel Splendide
- 1941: The Donkey Inside
- 1942: Rosebud
- 1942: I Love You, I Love You, I Love You
- 1943: Now I Lay Me Down to Sleep
- 1945: The Blue Danube
- 1946: Hotel Bemelmans
- 1947: A Tale of Two Glimps
- 1947: Dirty Eddie
- 1948: The Best of Times: An Account of Europe Revisited
- 1949: The Eye of God
- 1950: Sunshine: A Story about the City of New York
- 1952: How to Travel Incognito
- 1952: The Happy Place
- 1953: Father, Dear Father
- 1953: Madeline's Rescue
- 1953: The Borrowed Christmas
- 1954: The High World
- 1955: Parsley
- 1955: To the One I Love the Best Bemelmans narra della sua amicizia con Elsie de Wolfe, Lady Mendl.
- 1956: Madeline and the Bad Hat
- 1957: The Woman of My Life
- 1958: My Life in Art
- 1959: Madeline and the Gypsies
- 1960: Welcome Home!
- 1960: Are You Hungry, Are You Cold
- 1960: How to Travel To Europe All to Yourself
- 1961: Italian Holiday
- 1961: Madeline in London
- 1962: Marina
- 1962: On Board Noah's Ark
- 1963: The Street Where the Heart Lies
- 1954: La Bonne Table Scritti vari al riguardo del buon mangiare e bere, redatto da Donald and Eleanor Friede
- 1966: The Elephant Cutlet
- 1985: Tell Them It Was Wonderful: Selected Writings (raccolta di vari racconti autobiografici, pubblicazione postuma)